# Лімузин (порода)
Лімузин, також лімузинська порода — порода великої рогатої худоби м'ясного напряму продуктивності. Виведена у 19 столітті у Франції в історичній області Лімузен.

## Історія
Порода виведена у Франції, в провінції Лімузен. Вона відома з 1850 року. Племінна книга відкрита 1886 року. У 19 столітті порода мала м'ясо-молочний напрям продуктивності. Починаючи з 1900 року, стала спеціалізуватись у м'ясному напрямі. Селекція була спрямована на одержання великих тварин з добре розвиненими м'язами, які не схильні до ожиріння у молодому віці.
У 1960-х роках лімузинська порода стала досить популярною завдяки своїй здатності давати нежирне м'ясо при порівняно невеликій потребі у кормах. У Канаду лімузини були завезені у 1968 році, у США їх почали завозити з 1971 року.

## Опис
Масть худоби лімузинської породи варіює від світло-золотисто-рудої до червоно-бурої, може бути чорною, навколо носового дзеркала і очей волосся світле. Роги, копита і носове дзеркало — світлі. Будова тіла тварин гармонійна, тулуб дещо розтягнутий, кінцівки міцні. Голова невелика, шия коротка. Груди широкі, але не глибокі. Спина широка, рівна, з добре розвиненими м'язами. Крижі довгі, дещо звислі. Задня частина добре розвинена, стегна виповнені. За одними даними, за розмірами тулуба лімузини поступаються тільки шароле, за іншими даними — шароле й симентальській породі.
Жива маса корів 527 кг, бугаїв у віці двох і трьох років — відповідно 790 і 855 кг. Отелення у корів проходять без ускладнень. Жива маса телят при народженні становить для теличок 38-39 кг, для бичків — 40-42 кг. Телята ростуть швидко. У віці 120 днів телички досягають ваги 162 кг, бички — 172 кг. У віці 210 днів, після припинення годування телят молоком, їхня вага становить: для теличок — 258 кг, для бичків — 286 кг.

## Поширення
Худоба породи лімузин розповсюджена у майже 70 країнах світу.
В Україні станом на 2010-і роки у племрепродукторах було зосереджено 466, у тому числі 192 корови лімузинської породи. Розводять тварин угорської і американської селекцій, причому американські тварини більші й типовіші для породи. У 1993 році у Головний селекційний центр (місто Переяслав) було завезено із штату Колорадо (США) 64 телиці і 4 бугаї лімузинської породи. Бугаїв лімузинської породи використовували у промисловому схрещуванні, а також при створенні волинської м'ясної породи.

## Виноски
1. 1 2 3 4 5 6 7 8 9  М. В. Зубець, В. Ю. Іванчиков, Б. Є. Подоба. Лімузин. Інтернет-портал "Аграрний сектор України" http://agroua.net. Національний університет біоресурсів і природокористування України. Архів оригіналу за 20 грудня 2016. Процитовано грудень 2016. {{cite web}}: Зовнішнє посилання в |work= (довідка)
2. 1 2 3 4  Lemousin. // Frank Flanders, James R. Gillespie. Modern Livestock & Poultry Production. 9th edition. — Cengage Learning, Boston. — 2015. ISBN 978-1-133-28350-8 (англ.)
3. ↑  Limousin. Інтернет-сайт “Breeds of Livestock” http://www.ansi.okstate.edu/breeds. Department of Animal Science at Oklahoma State University. 14 серпня 1997. Архів оригіналу за 11 грудня 2016. Процитовано грудень 2016. {{cite web}}: Зовнішнє посилання в |work= (довідка) (англ.)
4. ↑  Limousin. // C. J. C. Phillips. Principles of Cattle Production. 2nd edition. — CABI, Cambrige. — 2010. P. 56. (англ.)
5. 1 2  Qualities of the limousin breed (PDF). Інтернет-сайт http://www.limousine.org. France Limousin Sélection. Архів оригіналу (PDF) за 4 березня 2016. Процитовано грудень 2016. {{cite web}}: Зовнішнє посилання в |work= (довідка).